# Lispocephala argentifrons
Lispocephala argentifrons är en tvåvingeart som beskrevs av Hardy 1981. Lispocephala argentifrons ingår i släktet Lispocephala och familjen husflugor. Inga underarter finns listade i Catalogue of Life.